# Annie Louisa Swynnerton
Annie Louisa Robinson Swynnerton (Kersal, 26 de febrer del 1844 – Hayling Island, 24 d'octubre del 1933) fou una pintora anglesa coneguda sobretot pels seus retrats, obres simbolistes i paisatges. Estudià a la Manchester School of Art, en l'Acadèmia Julian i a Roma. Annie Swynnerton va tenir influències de George Frederick Watts i Edward Coley Burne-Jones. John Singer Sargent apreciava el seu treball i l'ajudà a convertir-se en la primera dona elegida per la Royal Academy of Arts al 1922. Annie Swynnerton va pintar retrats de Henry James i Millicent Fawcett. Les seues obres són en col·leccions angleses, escoceses i l'estranger. Es casà amb l'escultor Joseph Swynnerton. Van viure junts a Roma. Annie Swynnerton era amiga de les principals sufragistes, sobretot de la família Pankhurst.

## Trajectòria
Annie Louisa Robinson nasqué a Hulme, Manchester, el 1844. Els seus pares eren Francis Robinson, advocat, i Ann Sanderson. Annie tenia sis germanes. Ella feia i venia aquarel·les per a complementar els ingressos de la família durant una època de precarietat. Emily, la seua germana, també era artista.
Annie Swynnerton es formà a la Manchester School of Art, a partir del 1871. Hi guanyà una medalla d'or i una beca per a pintura a l'oli i aquarel·la. Del 1874 al 1876, estudià art a Roma juntament amb la seua amiga i companya Susan Isabel Dacre (nascuda a Royal Leamington Spa, Warwickshire). Elles estudiarien després en l'Acadèmia Julian de París des del 1877 fins al 1880. Annie Swynnerton estigué influenciada per Jules Bastien-Lepage. Va viure a Manchester al 1880 i al 1882 a Londres.(3)

## Obra

### Estil
Annie Swynnerton pintà retrats, figures, obres simbolistes i paisatges. George Frederick Watts i Edward Coley Burne-Jones li donaren suport. Segons Linda Murray, "estava molt influenciada per Watts, i molts dels seus temes eren al·legòrics o simbòlics, que era el seu fort. El seu dibuix era sòlid i tenia una comprensió escultòrica de la forma combinada amb el color fresc i trencat que mostrava afinitats amb l'impressionisme". Un exemple de les seues obres al·legòriques és El sentit de la vista, que representa un àngel que visita la Terra i que connecta amb el cel usant la visió. El catàleg de l'exposició The Victorian Nude afirma que "Annie Swynnerton, amb seu a Roma, fou una de les pintores de nus més audaços, que sovint sorprenia el públic amb figures pintades de manera robusta".
Les obres d'Annie Swynnerton incorporaven aspectes del Neoclassicisme, Prerafaelitisme i Impressionisme. La Revista d'Art descrigué una de les seues obres: "Un disseny altament imaginatiu de [Swynnerton] és Mater Triumphalis. Les extremitats de la figura tenen un contorn un poc pesat, i hi ha una certa aparença metàl·lica en la coloració que dista prou de la idea del flux de sang en un cos humà". També era experta a pintar xiquets.(4) 

### Carrera
Susan Dacre i Annie Swynnerton van compartir un estudi. El 1879, les dues van fundar la Societat de Dones Pintores de Manchester, que oferia educació artística i exposicions. Emily Robinson també en fou membre. Annie pintà el retrat de Susan Dacre, que fou exhibit el 1880 en la Royal Academy of Arts. Després fou lliurat a la Manchester Art Gallery.(3) Era la segona dona que formà part del comité organitzador l'Exposició de Tardor de Liverpool del 1895.
Annie Swynnerton pintà retrats de la família Garrett, com ara Agnes (1885); Louisa, membre de la Manchester National Society for Women's Suffrage; Millicent Garrett Fawcett, adquirit per Francis Leggatt Chantrey i exposat en la Tate Gallery; i Louisa Garrett Anderson. Pintà retrats de persones properes als Garrett, com ara Henry James i William Gaskell, casat amb la novel·lista Elizabeth Gaskell. Ethel Smyth era mecenes d'Annie. John Singer Sargent va fer un quadre d'Annie Swynnerton i de la germana de Smyth, la senyora Charles Hunter.
Amb una introducció de Burne-Jones, Annie Swynnerton exposà en la Royal Academy of Arts, del 1879 al 1886 i del 1902 al 1934. John Singer Sargent li'n va comprar obres, com ara The Oreads.(4) Va tenir un paper decisiu en la seua elecció al 1922 per a ser la primera dona associada a la Reial Acadèmia des del segle XVIII i la primera dona elegida per l'organització. El treball d'Annie Swynnerton es va exhibir en exposicions nacionals i internacionals, com ara a Aberdeen, Doncaster, Huddersfield, Manchester, Chicago i Pittsburgh. El 1893, Florence Nightingale at Scutari es mostrà en l'Exposició de Dones de l'Exposició Mundial de Chicago. Segons Hellary Fraser, autora de Women Writing Art History in the Nineteenth Century, la seua obra mostrava la manera en què les dones artistes podien transmetre sentiments de tendresa amb una forta composició artística i colorista. Annie Swynnerton figurava en l'exposició del 2018 Women in Paris 1850–1900.

## Sufragisme
Va ser partidària activa del sufragi i signà la Declaració de la Unió Nacional de Societats de Sufragi del 1889 a favor del sufragi.

## Vida personal
Va conéixer l'escultor Joseph William Swynnerton, de l'Illa de Man, segurament mentre eren a Roma. Es van casar al 1883, vivien a Roma i tenien un estudi a Sheppard's Bush (Londres).(4) Ell va morir al 1910.
La vista d'Annie Swynnerton es va deteriorar en els darrers anys. Després de la mort del seu marit, va viure a Chelsea, Londres i Roma, abans d'establir-se a Hayling Island, Anglaterra, on va morir al 1933. En el seu testament, i en memòria de Susan Isabel Dacre, va deixar un llegat a l'artista Francis Dodd.(3)
Annie Swynnerton fou descrita com 
"una artista amb talent i una dona íntegra, tot i que no sempre tingués uns modals encantadors. De fet, mantenint el valor de les seues conviccions, a vegades era enutjosament franca. Tenia un lleuger quequeig".(3)